# Jordanius maysaraensis
Espèce
Jordanius maysaraensis est une espèce de scorpions de la famille des Scorpionidae.

## Distribution
Cette espèce est endémique de Jordanie. Elle se rencontre dans les gouvernorats de Balqa et d'Ajlun.

## Description
Le mâle holotype mesure 49,33 mm et la femelle paratype 49,09 mm, les mâles mesurent de 38,40 à 52,46 mm et les femelles de 42,10 à 52,58 mm.

## Systématique et taxinomie
Cette espèce a été décrite par Afifeh, Yağmur, Al-Saraireh et Amr en 2024.

## Étymologie
Son nom d'espèce, composé de maysara et du suffixe latin -ensis, « qui vit dans, qui habite », lui a été donné en référence au lieu de sa découverte, Maysara.

## Publication originale
- Afifeh, Yağmur, Al-Saraireh & Amr, 2024 : « Revision of the genus Scorpio in Jordan, with a description of a new genus and three new species (Scorpiones: Scorpionidae). » Euscorpius, no 391, p. 1-66 (texte intégral).